# ثريا حسن (ممثلة مصرية)
ثريا حسن (1924 - الوفاة : 31 اكتوبر 2024 ، ممثلة مصرية. ظهرت في الخمسينيات في عدة أفلام في أدوار صغيرة ثم ما لبثت أن اختفت. يمكن رؤيتها في دور «زكية الخادمة» في فيلم «الجسد» مع فاطمة رشدي عام 1955.

## من أعمالها
- طاهرة (فيلم) 1957
- الجريمة والعقاب (فيلم) 1957
- نهاية حب (فيلم) 1957
- لواحظ (فيلم) 1957
- بنات الليل (فيلم) 1955
- نهارك سعيد (فيلم) 1955
- الجسد (فيلم) 1955
- بين قلبين (فيلم) 1953
- قليل البخت (فيلم) 1952
- السبع أفندي (فيلم) 1951
- كيد النساء (فيلم 1950) 1950
- المرأة (فيلم 1949) 1949
- مبروك عليكى (فيلم) 1949
- نص الليل (فيلم) 1949